# ویولتا کوواکوفسکا
ویولتا کوواکوفسکا (لهستانی: Violetta Kołakowska؛ زادهٔ ۱۳ ژوئیه ۱۹۷۷) بازیگر و مدل اهل لهستان است.
در سال ۲۰۲۰، وی با تبلیغ تئوری‌های توطئه مبنی بر اینکه دنیاگیری کووید-۱۹ تنها یک اختراع رسانه‌های جمعی و یک توطئه سازمان‌یافته به عنوان پوششی برای جنگ علیه مردم است، توجه رسانه‌ها را به خود جلب کرد.
از فیلم‌ها یا مجموعه‌های تلویزیونی که وی در آن‌ها نقش داشته‌است، می‌توان به ورای تخت جراحی، خانواده جایگزین، یولیا به خانه برمی‌گردد، در خیابان سپولنی، در خوشی و سختی، ۳۹ و نیم و کارآگاهان جنایی اشاره نمود.